# 上田けい子
上田 けい子（うえだ けいこ、1927年3月9日 - 2022年末頃）は、日本の馬主。
「ジョー」の冠名で知られ、2009年のNHKマイルカップなどを制したジョーカプチーノといった競走馬を所有していた。

## 馬主活動

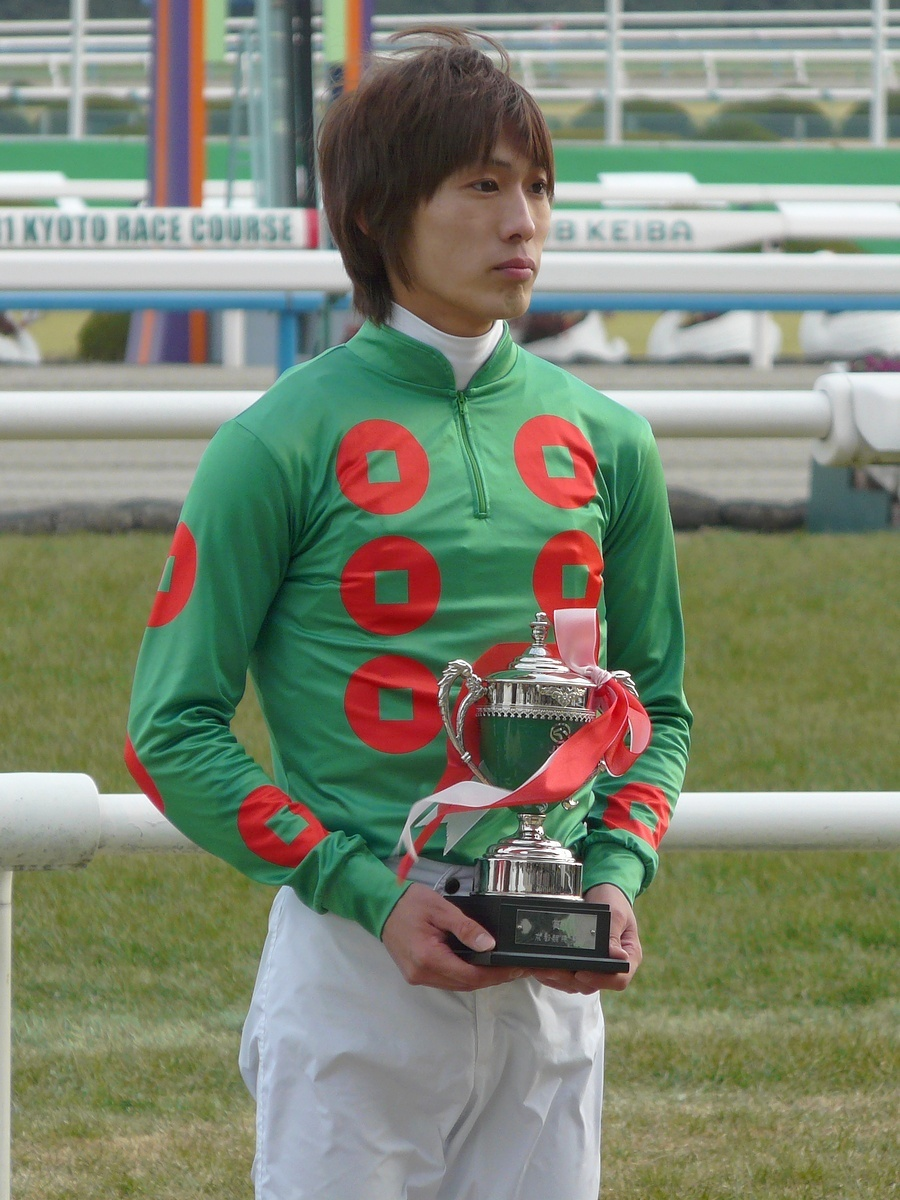
上田の勝負服を着用した藤岡康太

勝負服の柄は緑、赤銭形散、冠名には姓「上田」より「ジョー（「上」の音読み）」を用いる。また娘の江吏子の勝負服の柄は緑、赤銭形散、袖赤一本輪で、冠名はけい子と同様であるが、冠名のない所有馬もいる。
競馬に関心を持ったのは、自身が株式で失敗した際に、知人の夫で馬主だった人物より「馬を持った方が楽しい」と所有を勧められたこと。その後、その人物が亡くなった際に馬を引き取って欲しいと頼まれたことから、馬主となった。
2023年1月8日、所有していたジョーコモドを中京5Rに出走させたのを最後に、すべての所有馬の名義が江吏子の名義に変更され、けい子の所有馬は0となった。のちに週刊Gallop・2023年7月30日号の「風のたより」にてジョーカナチャンが取り上げられた際、本文中に「故・上田けい子氏」との記載があるため亡くなっていることが明らかにされている。

### 来歴
- 1971年 - 4月、馬主資格取得[1]。
- 1975年 - 桜花賞で所有馬のジョーケンプトンが2着となる。
- 1980年 - ジョーアルバトロスが阪神障害ステークス（秋）を勝利し、重賞競走初制覇。
- 2009年 - ジョーカプチーノがNHKマイルカップを制し、GI競走初制覇。

## 主な所有馬

### GI級競走優勝馬
- ジョーカプチーノ（2009年ファルコンステークス、NHKマイルカップ、2011年シルクロードステークス）

### 重賞競走優勝馬
- ジョーアルバトロス（1980年阪神障害ステークス・秋）
- ジョーロアリング（1991年阪急杯）
- ジョービッグバン（1999年函館記念、2000年中山金杯、小倉大賞典、宝塚記念3着）
- ジョーメテオ（2013年ゴールドカップ、オーバルスプリント3着、2014年笠松グランプリ、兵庫ゴールドトロフィー2着、2015年アフター5スター賞）
- ジョーストリクトリ（2017年ニュージーランドトロフィー）

### その他の所有馬
- ジョーバブーン（1981年京阪杯2着、阪神牝馬特別3着）
- ジョースナイパー（1993年小倉記念2着）
- ジョーヤマト（2000年ダイヤモンドステークス2着）
- ジョープロテクター（2000年淀短距離ステークス）

### 上田江吏子の所有馬
重賞競走優勝馬
- ジャジャウマナラシ（2014年兵庫ジュニアグランプリ）
- ジョーカナチャン（2020年アイビスサマーダッシュ）